# Hunter (singel Dido)
Hunter – czwarty singel piosenkarki Dido z debiutanckiego albumu "No Angel". Piosenka znalazła się w pierwszej dziesiątce World Adult Charts oraz UK Singles Chart.

## Listy utworów, formaty i wersje singla
CD 1
1. "Hunter" (Album version) (3:56)
2. "Hunter" (MJ Cole Remix) (6:09)
3. "Take My Hand" (Rollo & Sister Bliss Remix) (8:03)

CD 2
1. "Hunter" (Album version) (3:56)
2. "Hunter" (FK-EK Vocal Mix) (7:02)
3. "Take My Hand" (Brothers in Rhythm Remix)

## Pozycje na listach
| Lista (2001)                           | Najwyższa pozycja |
| -------------------------------------- | ----------------- |
| Rosja                                  | 2                 |
| Brazylia                               | 5                 |
| UK Singles Chart                       | 8                 |
| Hiszpania                              | 13                |
| Nowa Zelandia                          | 18                |
| Francja                                | 37                |
| Australia ARIA Charts                  | 21                |
| Szwajcaria                             | 32                |
| Holandia                               | 47                |
| U.S. Billboard Hot Dance Club Play     | 5                 |
| U.S. Billboard Hot Adult Top 40 Tracks | 9                 |